# Huishui
Huishui är ett härad i Qiannan, en autonom prefektur för buyei- och miao-folken i Guizhou-provinsen i sydvästra Kina
1. ↑  http://www.geohive.com/cntry/CN-52_ext.aspx